# Flavian al Constantinopolului
Flavian (în latină Flavianus, în greacă Φλαβιανος, transliterat: Flabianos; n. secolul al IV-lea d.Hr. – d. 11 august 449 d.Hr., Lidia, Turcia), uneori Flavian I, a fost un cleric creștin-ortodox care a fost arhiepiscop al Constantinopolului între 446 și 449. El este venerat ca sfânt de Biserica Ortodoxă și de Biserica Catolică.

## Hirotonirea ca arhiepiscop și disputa imperială
Flavian a fost presbiter și custodele sfintelor vase ale Bisericii Constantinopolului și, potrivit lui Nikephoros Kallistos Xanthopoulos⁠(d), avea reputația că duce o viață sfântă, atunci când a fost ales să-i succedă lui Proclu ca arhiepiscop al Constantinopolului.
În perioada hirotonirii și înscăunării arhiepiscopului Flavian, împăratul roman Teodosie al II-lea a locuit la Calcedon. Eunucul său, Chrysaphius⁠(d), a încercat să obțină un cadou de aur pentru împărat, dar, nereușind, a început să comploteze împotriva noului arhiepiscop, sprijinindu-l pe arhimandritul Eutihie în disputa cu Flavian.

## Sinodul de la Constantinopol
Flavian a prezidat un sinod compus din patruzeci de episcopi la Constantinopol la 8 noiembrie 448, pentru a rezolva o dispută între mitropolitul de Sardes și doi episcopi din provincia sa ecleziastică. Eusebiu, episcopul de Dorylaeum, a prezentat un rechizitoriu împotriva arhimandritului Eutihie, pe care l-a acuzat de erezie. Discursul final al lui Flavian s-a încheiat cu acest apel către episcopul de Dorylaeum: „Să binevoiască Sfinția Voastră să-l viziteze și să discute cu el despre adevărata credință și dacă va fi găsit într-adevăr că greșește, atunci să fie convocat în fața sfintei noastre adunări și să răspundă pentru el însuși”. În cele din urmă, sinodul l-a destituit pe Eutihie.

## Al Doilea Sinod de la Efes
Cu toate acestea, deoarece Eutihie a protestat împotriva acestui verdict și a beneficiat de susținerea patriarhului Dioscor I al Alexandriei, împăratul a convocat un alt sinod la Efes, care s-a întrunit la 8 august 449.
În timpul ședințelor acestui sinod, arhidiaconului Hilarius, care era delegatul papei Leon cel Mare, i s-a interzis să dea citire scrisorii Tomus ad Flavianum, în apărarea patriarhului Flavian. Dioscor a lăsat un grup de soldați și de călugări gălăgioși să pătrundă în adunare, reprezentantul papei a fost alungat, iar patriarhul Flavian destituit și exilat. Sinodul, numit ulterior „latrocinium, non concilium” (adunare de tâlhari, nu sinod), l-a repus în drepturi pe Eutihie.

## Moartea
Flavian a murit la 11 august 449 în orașul Hypaepa⁠(d) din Lidia (Asia Mică) și a fost înmormântat într-un mod obscur.

## Urmări
Papa Leon I, ai cărui legați fuseseră ignorați în cursul lucrărilor sinodului, a protestat, numind acest conciliu un „sinod tâlhăresc”, și a declarat că hotărârile sale sunt nule.
După ce Teodosie al II-lea a murit în 450, sora sa Pulcheria a revenit la putere și s-a căsătorit cu conducătorul militar Marcian, care a devenit împărat. Noul cuplu imperial a dispus aducerea la Constantinopol al rămășițelor pământești ale lui Flavian într-un mod care, după cuvintele unui cronicar, semăna mai mult cu „un triumf decât cu o procesiune funerară”.
Sinodul de la Calcedon, convocat în 451, l-a condamnat pe Eutihie, a confirmat Tomus ad Flavianum⁠(fr)[traduceți] și l-a canonizat pe Flavian ca martir.
Sfântul Flavian este prăznuit în Biserica Greacă pe 16 februarie, iar în Biserica Romano-Catolică pe 18 februarie, dată care i-a fost atribuită în Martirologiul Roman. El este confundat uneori cu Flavian din Ricina.